# إدوارد ساربونغ
إدوارد ساربونغ (بالإنجليزية: Edward Sarpong)‏ هو لاعب كرة قدم غاني، ولد في 17 يناير 1997 في أكرا في غانا. لعب مع نادي بورتيمونينسي.

## وصلات خارجية
- إدوارد ساربونغ على موقع قاعدة بيانات كرة القدم.إي يو (الإنجليزية)